# دشت اروپای شمالی

گستره دشت اروپای شمالی

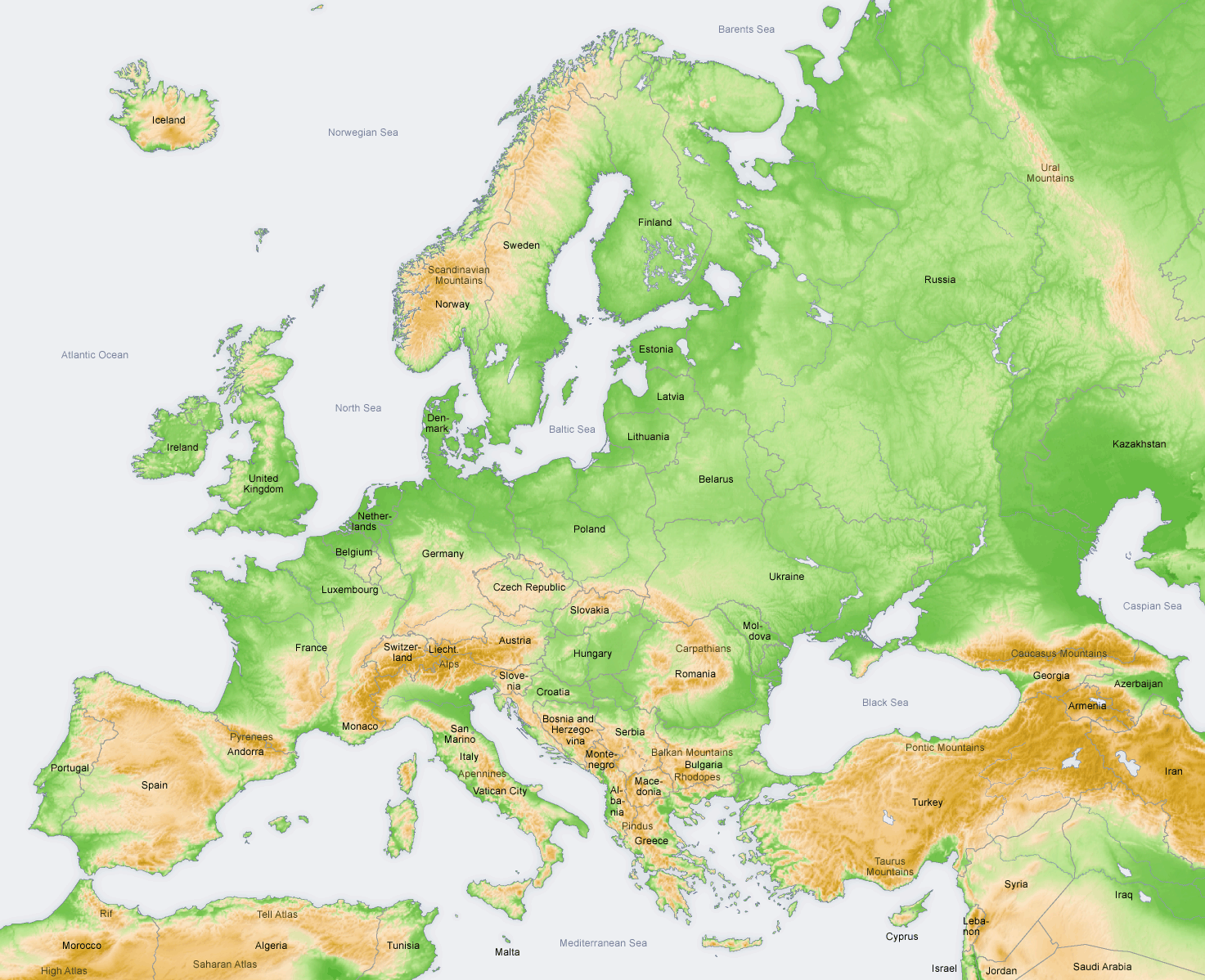
توپوگرافی اروپا

دشت اروپای شمالی (آلمانی: Norddeutsches Tiefland) یا دشت اروپای میانی منطقه‌ای ژئومورفولوژیکی در اروپا است که بخش عمده آن در کشورهای لهستان، دانمارک، آلمان، بلژیک، هلند (کشورهای سفلی) و بخش کوچکی از فرانسه و جمهوری چک قرار دارد.
این دشت شامل سرزمین‌های کم‌ارتفاعی است که میان ارتفاعات اروپای مرکزی در جنوب و سواحل دریای شمال و دریای بالتیک در شمال قرار گرفته‌است. این دو دریا توسط شبه‌جزیره یوتلاند (دانمارک) از یکدیگر جدا شده‌اند. دشت اروپای شمالی به دشت اروپای شرقی پیوسته است که این دو دشت با هم دشت اروپا را تشکیل داده‌اند.

## جغرافیا
ارتفاع دشت اروپای شمالی بین ۰ تا ۲۰۰ متر از سطح دریا متغیر است. این دشت با وجود این که عمدتاً به عنوان مزارع کشاورزی مورد استفاده قرار می‌گیرد، ولی دارای خاک باتلاقی، خلنگزار و دریاچه نیز بوده و در ساحل دریای شمال و دریای وادن دارای منطقه جزر و مدی وسیعی است.
حوضه‌های زهکشی رودخانه‌ای مهم در این دشت از غرب به شرق عبارتند از: راین، امس، وزر، رود البه، اودر و ویستولا.